# Kościół św. Michała Archanioła w Rajsku
Kościół świętego Michała Archanioła w Rajsku – rzymskokatolicki kościół parafialny należący do parafii pod tym samym wezwaniem (dekanat Opatówek diecezji kaliskiej).
Murowana świątynia została wzniesiona około 1434 roku, jednak już na początku XVII wieku wymagała gruntownego remontu. Prace remontowe zostały zrealizowane około 1607 roku, dzięki pomocy finansowej Rajskich, ówczesnych właścicieli wsi, i w tym samym roku kościół został konsekrowany pod wezwaniem św. Michała Archanioła i św. Walentego oraz św. Anny, która występuje w tytule kościoła w dokumentach z 1610 roku i 1711 roku. Podczas wojny północnej i w trakcie późniejszych niepokojów świątynia uległa częściowemu zniszczeniu. Przez kilkadziesiąt lat budowla była w ruinie. Runęło sklepienie beczkowe świątyni, woda lała się do środka niszcząc wnętrze. W 1745 roku kościół został ponownie wyremontowany, dzięki staraniom ks. Jana Kobierzyckiego, miejscowego proboszcza i równocześnie ówczesnego właściciela wsi. W 1760 roku notariusz ziemski kaliski Maciej Gliszczyński wystawił ołtarz z obrazem św. Macieja, który został sprowadzony z Rzymu.
Budowla jest murowana, wzniesiona z cegieł. Cały kościół opięty jest od zewnątrz trójuskokowymi szkarpami, między którymi są umieszczone wysokie okna zamknięte ostrołukowo, ozdobione w 1974 roku witrażami zaprojektowanymi przez H. Bożyka. Szczyt fasady zachodniej i wschodniej oraz szczyt zakrystii reprezentują styl późnogotycki i są rozczłonkowane otynkowanymi blendami, zamkniętymi łukiem półkolistym. Na dwuspadowym dachu, na skrzyżowaniu nawy z ramionami transeptu, znajduje się wieżyczka na sygnaturkę wzniesiona w 1867 roku. Wnętrze kościoła stanowi jedna nawa z prezbiterium nieco węższym i niższym w stosunku do niej. Świątynia została zbudowana na planie zbliżonym do kwadratu. Od strony północnej do kościoła przylega dawna zakrystia nakryta sklepieniem kolebkowym i mieszcząca niewielki skarbczyk na piętrze, natomiast od strony południowej jest umieszczona kruchta, która została dobudowana w 1820 roku. Podczas przebudowy, wykonanej w latach 1917-1924 dzięki staraniom ks. Józefa Mężnickiego, do świątyni został dobudowany transept i zostało zmienione położenie prezbiterium. Zostało ono przeniesione ze wschodniej części kościoła do części zachodniej. W związku z tym, trzeba było wybić portal z wejściem do świątyni w szczytowej ścianie dawnego prezbiterium, w którym została umieszczona empora muzyczna z neogotyckim prospektem organowym z 1861 roku. Pod prezbiterium rozbudowanej świątyni znajduje się krypta z dwoma ozdobnymi kolumnami wykonana z piaskowca, w której zostali pochowani dziedzice Marchwacza.